# William R. Ellis

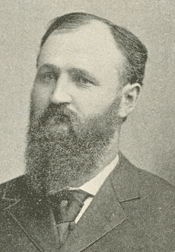
William R. Ellis (1896)

William Russell Ellis (* 23. April 1850 bei Waveland, Montgomery County, Indiana; † 18. Januar 1915 in Portland, Oregon) war ein US-amerikanischer Politiker (Republikanische Partei). Zwischen 1893 und 1911 vertrat er zweimal den zweiten Wahlbezirk des Bundesstaates Oregon im US-Repräsentantenhaus.

## Werdegang
Im Jahr 1855 zog William Ellis mit seinen Eltern in das Guthrie County in Iowa, wo er die öffentlichen Schulen besuchte. Danach studierte er am State Agricultural College in Ames. Nach einem anschließenden Jurastudium an der University of Iowa wurde er 1874 als Rechtsanwalt zugelassen. Daraufhin begann er in Panora in seinem neuen Beruf zu arbeiten. In Panora war Ellis auch für eine Amtszeit Bürgermeister. Nach einem Umzug nach Hamburg, ebenfalls in Iowa, arbeitete er auch dort als Rechtsanwalt und stieg in das Zeitungsgeschäft ein. Außerdem wurde er für zwei Jahre juristischer Vertreter dieser Stadt. Zwischen 1880 und 1881 war er auch in Hamburg Bürgermeister.
Im Jahr 1884 zog Ellis nach Heppner in Oregon. Zwischen 1885 und 1886 war er Schulrat (Superintendent) im Morrow County und von 1886 bis 1892 war Ellis Bezirksstaatsanwalt im siebten juristischen Bezirk von Oregon. Bei den Kongresswahlen des Jahres 1892 wurde er im damals neu geschaffenen zweiten Bezirk von Oregon in das US-Repräsentantenhaus gewählt, wo er zwischen dem 4. März 1893 und dem 3. März 1899 drei Legislaturperioden absolvieren konnte. Dabei war er zeitweise Vorsitzender des Ausschusses zur Überwachung der Ausgaben des Justizministeriums sowie Mitglied im Ausschuss, der sich mit Bewässerungsfragen in trockenen Gebieten befasste. 1898 strebte Ellis eine weitere Kandidatur an, wurde von seiner Partei aber nicht mehr aufgestellt. Die Nominierung ging stattdessen an Malcolm A. Moody.
Zwischen 1900 und 1906 war er Bezirksrichter. Ab 1901 war William Ellis in Pendleton wohnhaft. Dort arbeitete er auch als Rechtsanwalt. Bei den Kongresswahlen des Jahres 1906 konnte sich Ellis in den Vorwahlen seiner Partei durchsetzen und anschließend seinen alten Sitz im Kongress zurückgewinnen. Dort löste er John N. Williamson ab, der den Sitz 1903 von Malcolm Moody übernommen hatte. Zwischen dem 4. März 1907 und dem 3. März 1911 absolvierte er zwei weitere Amtszeiten. Im Jahr 1910 unterlag er in den Vorwahlen Walter Lafferty, der dann auch die eigentlichen Wahlen gewann und Ellis im Kongress ablöste.
Nach dem Ende seiner Dienstzeit in Washington, D.C. arbeitete William Ellis wieder als Rechtsanwalt in Pendleton. Im Juli 1914 zog er nach Portland, wo er im Januar 1915 verstarb.